# Odyneromyia transparens
Odyneromyia transparens är en tvåvingeart som först beskrevs av Paramonov 1955.  Odyneromyia transparens ingår i släktet Odyneromyia och familjen blomflugor. Inga underarter finns listade i Catalogue of Life.